# 아드리안 비센테
아드리안 비센테 윤타(스페인어: Adrián Vicente Yunta, 1999년 6월 11일~)는 스페인의 태권도 선수이다. 2024년 하계 올림픽 남자 페더급에 참가했으며 세계 선수권 대회에서 동메달 1개를 획득했다.